# Haroldo III da Noruega
Haroldo, filho de Sigurdo (conhecido na Noruega como Harald Hardråde; Haroldo Sigurdsson; em norueguês antigo: Haraldr Sigurðarson; Ringerike, 1015 — Stamford Bridge, 26 de setembro de 1066). Recebeu o epíteto Hardråde (harðráði, literalmente "o Duro" ou "o Duro para com os grandes senhores e o clero"). Foi o rei da Noruega como Haroldo III de 1046 até a data de sua morte em 1066. Além disso, sem sucesso, reivindicou o trono dinamarquês até 1064 e o trono inglês em 1066. Antes de se tornar rei, havia passado cerca de 15 anos no exílio como mercenário - comandante militar na Rússia de Quieve e chefe da Guarda varegue no Império Bizantino.
Quando tinha 15 anos, em 1030, lutou na batalha de Stiklestad juntamente com seu meio-irmão Olavo, filho de Haroldo (mais tarde Santo Olavo). Olavo procurou recuperar o trono norueguês, que havia perdido para o rei dinamarquês Canuto, o Grande dois anos antes. Na batalha, ambos os irmãos foram derrotados por forças leais a Canuto, e Haroldo foi enviado ao exílio na Rússia de Quieve (as sagas de Garðaríki). Depois passou algum tempo no exército do Grão-Príncipe Jaroslau, o Sábio, eventualmente, obteve a patente de capitão, até que se mudou para Constantinopla com seus companheiros em torno de 1034. Na capital bizantina, logo passou a se tornar o comandante da guarda varegue, e comandou suas ações no Mar Mediterrâneo, na Ásia Menor, Sicília, possivelmente na Terra Santa, na Bulgária, e na própria Constantinopla, onde se envolveu nas disputas imperiais dinásticas. Haroldo acumulou considerável riqueza durante seu tempo no Império Bizantino, a qual enviou a Jaroslau na Rússia de Quieve para custódia. Finalmente deixou os bizantinos em 1042, e chegou em Quieve, a fim de preparar a sua campanha para recuperar o trono da Noruega. Possivelmente para o seu conhecimento, em sua ausência o trono norueguês fora restaurado pelos dinamarqueses para o filho ilegítimo de Olavo, Magno, o Bom.
Em 1046, Haroldo juntou forças com o rival de Magno na Dinamarca (que também havia se tornado rei deste país), o pretendente Sueno, filho de Estrido (Sueno Estridsson), e começou a invadir a costa do território. Magno, sem vontade de lutar contra seu tio, concordou em dividir o reinado com Haroldo, desde que Haroldo, por sua vez, partilhasse sua riqueza com ele. O co-reinado terminou abruptamente no ano seguinte visto que Magno morreu e Haroldo tornou-se assim o único governante da Noruega. Internamente, esmagou toda a oposição local e regional, e esboçou a unificação territorial da Noruega sob uma governança nacional. Seu reinado foi provavelmente de relativa paz e estabilidade, e instituiu uma economia viável com a moeda e comércio exterior. Provavelmente, buscando restaurar o "Império do Mar do Norte" de Canuto, também reivindicou o trono dinamarquês, e passou quase todos os anos até 1064 invadindo a costa dinamarquesa e lutando contra seu ex-aliado, Sueno. Embora as campanhas tenham sido bem sucedidas, ele nunca foi capaz de conquistar a Dinamarca. Não muito tempo depois de renunciar a sua reivindicação da Dinamarca, o ex-Conde de Nortúmbria, Tostigo, irmão do recém-escolhido rei da Inglaterra Haroldo II (Haroldo, filho de Goduíno), prometeu sua lealdade ao rei da Noruega e o convidou a reclamar o trono inglês. Haroldo viajou junto e entrou em setembro de 1066 no norte da Inglaterra, onde invadiram a costa e derrotaram as forças regionais inglesas na batalha de Fulford, perto de Iorque. Embora inicialmente bem sucedidos, foi derrotado e morto num ataque das forças de Haroldo II, na Batalha de Stamford Bridge.
Os historiadores modernos têm considerado muitas vezes a morte de Haroldo, em Stamford Bridge, o que pôs fim a sua invasão, como o fim da Era viking. Também é comumente considerado por ter sido o último grande rei viking, ou até mesmo o último grande viking.

## Início de vida

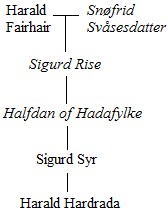
Ascendência de Haroldo de acordo com as sagas mais novas. Os indivíduos cuja existência é contestada por historiadores modernos estão em itálico.

Haroldo nasceu em Ringerike, na Noruega, em 1015 (ou possivelmente 1016) como filho de Åsta Gudbrandsdatter e seu segundo marido, Sigurdo, o Semeador. Seu pai era rei da pequena Ringerike, e estava entre os nobres mais fortes e mais ricos nos Planaltos. Através de sua mãe Åsta, era o caçula dos três meio-irmãos do rei Olavo, filho de Haroldo (mais tarde Santo Olavo). Em sua juventude, exibiu características de um típico rebelde com grandes ambições, e admirava Olavo como seu modelo. Assim, diferia de seus dois irmãos mais velhos, que eram mais semelhantes ao seu pai, com os pés no chão e principalmente preocupado em manter as terras.
As sagas islandesas, particularmente Heimskringla de Snorri Sturluson, afirmam que Sigurdo, como pai de Olavo, era bisneto do rei Haroldo Cabelo Belo por linhagem masculina. A maioria dos estudiosos modernos acreditam que os ancestrais atribuídos ao pai de Haroldo Hardrada, juntamente com outras partes da genealogia dos Cabelo Belo, são invenções que correspondem às expectativas políticas e sociais da época dos autores (cerca de dois séculos após a sua vida) ao invés de realidade histórica. Sua suposta descendência de Haroldo Cabelo Belo não é mencionada e não desempenhou qualquer papel durante sua própria época, o que parece estranho, considerando que ele teria fornecido legitimidade significativa em relação a sua reivindicação ao trono da Noruega.
Na sequência de uma revolta em 1028, seu irmão Olavo foi forçado ao exílio até voltar à Noruega no início de 1030. Após ouvir a notícia do planejado retorno de Olavo, Haroldo reuniu 600 homens dos Planaltos para atender Olavo e seus homens após a sua chegada, no leste da Noruega. Depois de uma recepção calorosa, Olavo passou a reunir um exército e, eventualmente, lutar na batalha de Stiklestad em 29 de julho de 1030, em que Haroldo lutou ao lado de seu irmão. A batalha foi parte de uma tentativa de restaurar Olavo ao trono norueguês, que fora capturado pelo rei dinamarquês Canuto, o Grande. A batalha resultou na derrota dos irmãos nas mãos dos noruegueses que eram leais a Canuto, e Olavo foi morto enquanto Haroldo foi gravemente ferido. No entanto, foi notado por mostrar considerável talento militar durante a batalha.

## Exílio no Oriente

### À Rússia de Quieve
Após sua derrota na batalha de Stiklestad, Haroldo conseguiu escapar com a ajuda de Rognualdo Brusason (mais tarde Conde das Órcades) para uma fazenda remota no leste da Noruega. Ficou lá por algum tempo para curar suas feridas, e, posteriormente (possivelmente até um mês depois) viajou para o norte ao longo das montanhas à Suécia. Um ano após a batalha de Stiklestad, chegou na Rússia de Quieve (referido em sagas como Garðaríki ou Svíþjóð hin mikla). Provavelmente passou pelo menos parte do seu tempo na cidade de Velha Ladoga (Aldeigiuburgo), chegando lá no primeiro semestre de 1031. Haroldo e seus homens foram recebidos pelo Grão-Príncipe Jaroslau, o Sábio, cuja esposa Ingegerda era uma parente distante. Muito necessitado de líderes militares, Jaroslau reconheceu um potencial militar no norueguês e fez dele chefe de suas forças. Seu irmão Olavo anteriormente tinha sido exilado por Jaroslau após uma revolta em 1028, e Morkinskinna diz que o Grão-Príncipe abraçou Haroldo antes de tudo, porque ele era o irmão de Olavo. Participou na campanha do príncipe de Quieve contra os poloneses, em 1031, e, possivelmente, também lutou contra outros inimigos e rivais de Quieve na década de 1030, como os chudes na Estônia, os bizantinos, assim como os pechenegues e outros povos nômades das estepes.

### No serviço bizantino
Depois de alguns anos em Quieve, Haroldo e sua força de cerca de 500 homens mudaram-se para o sul em Constantinopla (Miclagardo), a capital do Império Bizantino, provavelmente em 1033 ou 1034, onde ingressou na guarda varegue. Embora a Flateyjarbók sustente que no início procurou manter sua identidade real em segredo, a maioria das fontes concorda que Haroldo e a reputação de seus homens já era bem conhecida no leste na época. Enquanto a guarda varegue foi concebida principalmente para funcionar como guarda-costas do imperador, foi encontrada lutando em "quase todas as fronteiras" do império. Primeiro esteve em ação em campanhas contra piratas árabes no Mediterrâneo, e depois em cidades do interior da Ásia Menor que tinham apoiado os piratas. A essa altura, de acordo com Snorri Sturluson havia se tornado o "líder de todos os varangianos". Em 1035, os bizantinos haviam expulsado os árabes da Ásia Menor, e Haroldo participou de campanhas que entraram tanto no leste como no Eufrates, onde, segundo seu escaldo Þjóðólfr Arnórsson (recontado nas sagas) participou da captura de oitenta fortalezas árabes, um número que os historiadores Sigfus Blöndal e Benedikt Benedikz veem nenhuma razão particular para questionar. Embora não possuísse comando independente de um exército como as sagas implicam, não é improvável que Haroldo e os varangianos às vezes poderiam ter sido enviados para capturar um castelo ou cidade. Durante os primeiros quatro anos do reinado do imperador bizantino Miguel IV, o Paflagônio (r. 1034–1040), provavelmente também lutou em campanhas contra os pechenegues.

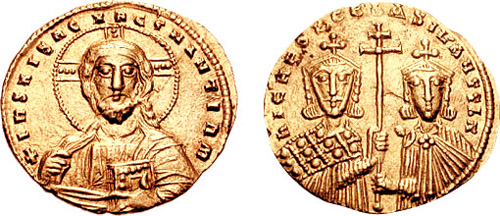
Histameno de r. e r.

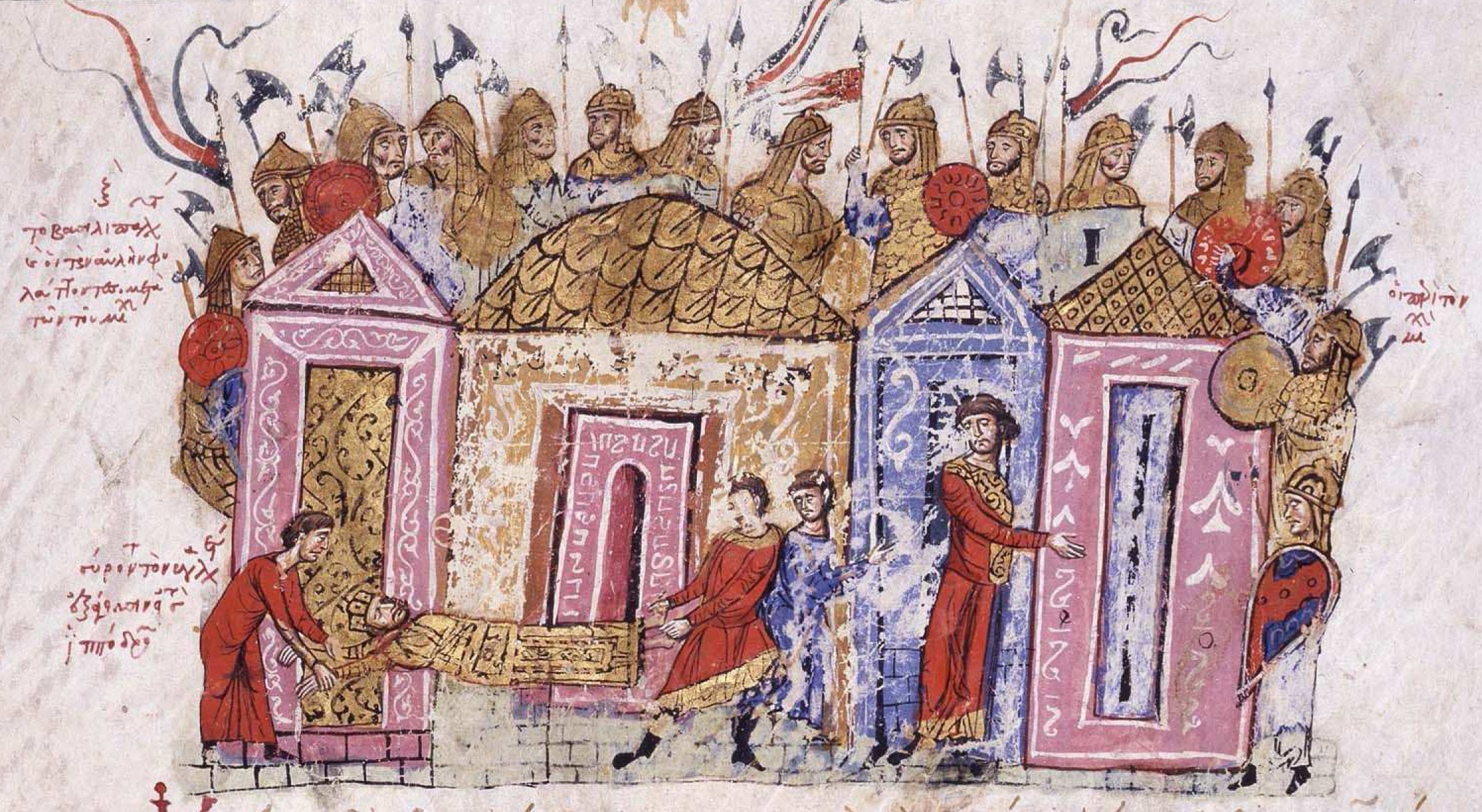
Representação quase contemporânea da guarda varegue bizantina, numa iluminura da Crônica de Escilitzes

Depois disso, é relatado nas sagas ter ido a Jerusalém e lutado em batalhas na região. Embora as sagas coloquem isso depois de sua expedição à Sicília, o historiador Kelly DeVries questionou a cronologia. Se a viagem era de natureza militar ou pacífica vai depender se ocorreu antes ou depois do tratado de paz de 1036 entre Miguel IV e o califa fatímida Almostancir do Cairo (na verdade, a mãe do califa, originalmente uma cristã bizantina, já que ele era menor de idade), embora seja considerado improvável que tenha sido feito antes. Os historiadores modernos têm especulado que Haroldo pode ter sido enviado em um grupo para escoltar os peregrinos a Jerusalém (possivelmente incluindo membros da família imperial), após o acordo de paz, já que também foi acordado que os bizantinos foram autorizados a reparar a Igreja do Santo Sepulcro. Além disso, no maio deste ano, por sua vez apresentaram-no com oportunidades para lutar contra bandidos que atacavam peregrinos cristãos.
Em 1038, juntou os bizantinos em sua expedição à Sicília, durante a tentativa de Jorge Maniaces (da saga "Gyrge") de reconquistar a ilha dos sarracenos, que estabeleceu o Emirado da Sicília na região. Durante a campanha, lutou ao lado de mercenários normandos, como Guilherme Braço de Ferro. De acordo com Snorri Sturluson, Haroldo capturou quatro cidades da Sicília. Em 1041, quando a expedição bizantina na ilha italiana acabou, uma revolta lombardo-normanda explodiu no sul da Itália, e ele levou a guarda varegue em várias batalhas. Lutou com o catapano da Itália, Miguel Dociano com sucesso inicial, mas os normandos, liderados por seu antigo aliado Guilherme Braço de Ferro, derrotaram os bizantinos na batalha de Olivento em março, e na Batalha do Monte Maior em maio. Após a derrota, Haroldo e a guarda varegue foram chamados de volta para Constantinopla, na sequência da prisão de Maniaces pelo imperador e o início de outras questões mais urgentes. Haroldo e os varangianos foram posteriormente enviados para lutar na Bulgária, onde chegaram no final de 1041. Lá, lutou no exército de Miguel IV na campanha de 1041 contra a insurreição búlgara liderada por Pedro Deliano, que mais tarde ganhou o apelido de "queimador búlgaro" (Bolgara brennir) do escaldo de Haroldo.
Haroldo não foi afetado pelo conflito de Maniaces com Miguel IV, e recebeu honras e respeito em seu regresso a Constantinopla. Em um livro grego escrito na década de 1070, o Strategikon de Cecaumeno, é dito que Araltes (ou seja, Haroldo) venceu a favor do imperador. O livro diz que o imperador bizantino primeiro o nomeou manglabita (possivelmente identificado com o título protoespatário), um soldado da guarda imperial, depois da campanha siciliana. Após a campanha contra os búlgaros, em que novamente serviu com distinção, recebeu a patente enquanto em Mosinópolis de espatarocandidato, identificado por DeVries como uma promoção ao possivelmente terceiro posto mais alto bizantino, mas por Mikhail Bibikov como um nível inferior do que o protoespatário que era ordinariamente concedido aos aliados estrangeiros do imperador. O Strategikon indica que a hierarquia concedida a Haroldo era bastante baixa, já que supostamente "não estava com raiva apenas por ter sido nomeado ao manglabites ou espatarocandidato". De acordo com seu escaldo Þjóðólfr Arnórsson, havia participado de dezoito das maiores batalhas durante seu serviço bizantino. Seu favor à corte imperial declinou rapidamente após a morte de Miguel IV em dezembro de 1041, que foi seguido por conflitos entre o novo imperador Miguel V, o Calafate (r. 1041–1042) e a poderosa imperatriz Zoé (r. 1028–1042).
Durante as agitações foi detido e preso, mas as fontes discordam sobre os motivos. As sagas declaram que foi preso por fraudar o imperador do seu tesouro, assim como solicitar o casamento com uma sobrinha ou neta aparentemente fictícia de Zoé, chamada Maria (seu pedido supostamente foi rejeitado pela imperatriz porque ela queria que Haroldo se casasse consigo mesma). Guilherme de Malmesbury afirma que foi preso por profanar uma mulher nobre, enquanto que de acordo com o Saxão Gramático foi preso por assassinato. DeVries sugere que o novo imperador pode ter temido Haroldo por causa de sua lealdade ao antigo imperador. As fontes também discordam sobre como saiu da prisão, mas pode ter sido ajudado por alguém de fora a fugir no meio da revolta que começou contra o novo governante. Enquanto alguns dos varangianos ajudaram a proteger o imperador, Haroldo tornou-se o líder dos soldados da guarda que apoiaram a revolta. No final o imperador foi arrastado de seu santuário, cego e exilado em um mosteiro, e as sagas afirmam que foi o próprio Haroldo que cegou Miguel V (ou, pelo menos, alegou ter feito isso).

### De volta a Quieve

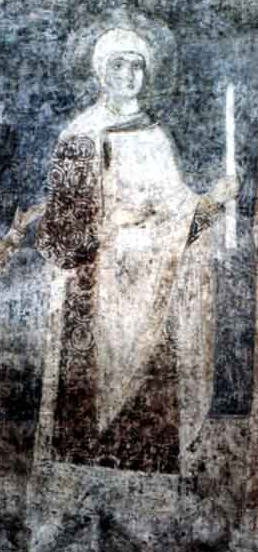
A esposa de Haroldo, Isabel de Quieve, filha de Jaroslau, o Sábio

Tornou-se extremamente rico durante seu tempo no leste, e garantiu a riqueza coletada em Constantinopla através de embarques em Quieve à custódia (com Jaroslau, o Sábio, atuando como guarda de sua fortuna). As sagas notam que, além dos significativos despojos de batalha que tinha retido, havia participado três vezes da polutasvarf (livremente traduzido como "pilhagem do palácio"), um termo que implica tanto a pilhagem do erário do palácio sobre a morte do imperador, ou, talvez, o desembolso de fundos aos varangianos pelo novo governante, a fim de garantir a sua lealdade. É provável que a riqueza que fez enquanto servia em Constantinopla lhe permitiu financiar sua reivindicação à coroa da Noruega. Se ele participou da polutasvarf três vezes, essas ocasiões devem ter sido a morte de Romano III Argiro, Miguel IV, e Miguel V, em que teria oportunidades, além de suas receitas legítimas, de adquirir uma imensa riqueza.
Depois que Zoé foi restaurada ao trono em junho de 1042, juntamente com Constantino IX Monômaco (r. 1042–1055), Haroldo pediu para ser autorizado a regressar à Noruega. Embora Zoé recusou-se a permitir isso, conseguiu escapar para o Bósforo, com dois navios e alguns seguidores fiéis. Embora o segundo navio tenha sido destruído pelas correntes de ferro bizantinas através do estreito, seu navio navegou em segurança ao Mar Negro, após manobrar com sucesso sobre a barreira. Apesar disso, Cecaumeno elogiou a "lealdade e amor" que o norueguês tinha pelo império, que teria mantido mesmo depois que voltou à Noruega e se tornou rei. Após sua fuga de Constantinopla, Haroldo chegou em Quieve mais tarde, em 1042. Lá durante sua segunda estada, casou-se com Isabel (também conhecida como Elisabeth ou Elisiv; referida em fontes escandinavas como Ellisif), filha de Jaroslau, e neta do rei sueco Olavo, o Tesoureiro. Pouco depois de sua chegada em Quieve, o Grão-Príncipe atacou Constantinopla, e é considerado provável que Haroldo lhe forneceu informações valiosas sobre o estado do império.
É possível que seu casamento com Isabel tenha sido acordado já durante sua primeira estadia no Principado, ou que, pelo menos, fossem familiarizados. Durante seu serviço no Império Bizantino, compôs um poema de amor que incluía o verso "No entanto, a deusa da Rússia / não aceitará meus anéis de ouro" (quem Snorri Sturluson identificou como Isabel), embora Morkinskinna afirma que Haroldo teve que lembrar Jaroslau sobre o casamento prometido quando voltou a Quieve. De acordo com a mesma fonte, tinha falado com Jaroslau durante sua primeira vez no Principado, pedindo para se casar com sua filha, apenas para ser rejeitado, porque ele ainda não era rico o suficiente. Em qualquer caso, é significativo que tenha sido autorizado a se casar com a filha do governante de Quieve, uma vez que suas outras filhas se casaram com figuras como Henrique I de França, André I da Hungria e a filha de Constantino IX.

## Rei da Noruega

### Retorno a Escandinávia
Buscando recuperar para si o reino perdido de seu meio-irmão Olavo, começou sua jornada ao oeste, no início de 1045, a partir de Novgorod (Holmgard) para Staraya Ladoga (Aldeigjuborg) onde obteve um navio. Sua jornada atravessou o lago Ladoga, descendo o rio Neva, e depois indo ao golfo da Finlândia e o mar Báltico. Chegou em Sigtuna, na Suécia, provavelmente no final de 1045 ou no início de 1046. Quando chegou na Suécia, de acordo com o escaldo Þjóðólfr Arnórsson, seu navio se desequilibrou devido sua pesada carga de ouro. Na ausência de Haroldo, o trono da Noruega fora restaurado para Magno, o Bom, um filho ilegítimo de Olavo. Haroldo pode realmente ter conhecido este, e isso poderia ter sido a razão pela qual queria voltar à Noruega em primeiro lugar. Desde que os filhos de Canuto, o Grande tinham escolhido abandonar a Noruega ao invés de lutar contra a Inglaterra, e seus filhos e sucessores Haroldo, Pé de Lebre e Hardacanuto tinham morrido jovens, a posição de Magno como rei tinha sido garantida. Não houve ameaças internas ou insurreições registradas ocorridas durante seu reinado de onze anos. Após a morte de Hardacanuto, que havia deixado o trono dinamarquês vago, Magno tinha além disso sido selecionado para ser o rei da Dinamarca, e conseguiu derrotar o pretendente real dinamarquês Sueno, filho de Estrido.

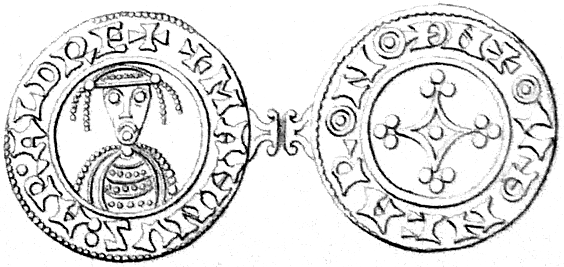
Moeda com a lenda "MAHNUS ARALD REX". Em geral mantida com a data do curto co-reinado entre Magno e seu tio, descrevendo que o rei tinha precedência, mas também especulado Haroldo sozinho, com um epíteto do rei adotado após sua morte.

Tendo ouvido falar da derrota de Sueno por Magno, reuniu-se com seu companheiro de exílio na Suécia (que também era seu sobrinho), assim como com o rei sueco Anundo Jacó, e os três se uniram contra Magno. Sua primeira façanha militar consistia em invadir a costa dinamarquesa, em um esforço para impressionar os nativos, demonstrando que o rei lhes oferecia nenhuma proteção, e, assim, os levando a submeter-se a Haroldo e Sueno. Aprendendo sobre suas ações, Magno sabia que seu próximo alvo seria a Noruega. Haroldo pode ter planejado se tornar rei do pequeno reino de seu pai, e, posteriormente, reclamar o resto do país. Em qualquer caso, as pessoas não estavam dispostas a se voltar contra Magno, e mediante notícias dos esquemas de auditiva de seu tio, Magno (na época no exterior) foi para casa na Noruega com todo o seu exército. Em vez de ir à guerra, seus assessores recomendaram ao jovem rei a não lutar contra seu tio, e um acordo foi alcançado em 1046, em que Haroldo governaria a Noruega (não a Dinamarca) em conjunto com Magno (embora teria precedência). Notavelmente, também teve que concordar em compartilhar a metade de sua riqueza com Magno, que na época estava efetivamente falido e muito necessitado de fundos. Durante seu curto co-reinado, ambos tinham cortes separadas e mantiveram a si mesmos, e suas únicas reuniões registradas quase terminavam em confrontos físicos.
Em 1047, ambos os reis foram à Dinamarca, com suas forças leidang. Mais tarde nesse ano, em Jutlândia, menos de um ano em seu co-reinado, Magno morreu sem um herdeiro. Antes de sua morte, havia decidido que Sueno viria a herdar a Dinamarca e seu tio a Noruega. Ao ouvir a notícia da morte de Magno, Haroldo rapidamente reuniu os líderes locais na Noruega e declarou-se seu rei, assim como da Dinamarca. Embora o rei tinha nomeado Sueno seu sucessor como governante da Dinamarca, seu tio imediatamente anunciou seus planos de reunir um exército e derrubar seu ex-aliado no país. Em resposta, o exército e os chefes, encabeçados por Einar Tambarskjelve, se opuseram a quaisquer planos de invadir a Dinamarca. Embora o próprio Haroldo se opôs a trazer o corpo do rei de volta à Noruega, o exército do país se preparou para transportar seu corpo para Nidaros (atual Trondheim), onde foi sepultado ao lado de Santo Olavo no final de 1047. Einar, um adversário de Haroldo, afirmou que "seguir Magno morto era melhor do que seguir qualquer outro rei vivo".

### Invasões da Dinamarca
Haroldo também queria restabelecer o domínio de Magno sobre a Dinamarca, e, a longo prazo, provavelmente, procurou restaurar o "Império do Mar do Norte" de Canuto, o Grande, em sua totalidade. Enquanto sua primeira proposta de invadir a Dinamarca caiu completamente, no ano seguinte embarcou no que iria se transformar em uma guerra constante contra Sueno, de 1048 quase anualmente até 1064. Semelhante a suas campanhas (em seguida, juntamente com o rei dinamarquês) contra o governo de Magno, na Dinamarca, a maioria de suas campanhas contra Sueno consistia em ataques rápidos e violentos nas costas dinamarquesas. Em 1048, saqueou Jutlândia, e em 1049 pilharam e queimaram Hedeby, no momento o mais importante centro de comércio dinamarquês, e uma das cidades mais protegidas e mais populosas da Escandinávia. Hedeby como uma cidade civil, nunca se recuperou da destruição da Haroldo, e foi deixada completamente desolada quando o que restou foi saqueado por tribos eslavas em 1066. Uma das duas batalhas convencionais foi definida a ser travada entre os dois reis mais tarde no mesmo ano, mas de acordo com Saxão Gramático, o pequeno exército de Sueno estava tão assustado quando foi abordado pelos noruegueses que escolheram pular na água tentando escapar; mais se afogaram. Embora tenha sido vitorioso na maioria dos compromissos, nunca foi bem-sucedido em ocupar a Dinamarca.

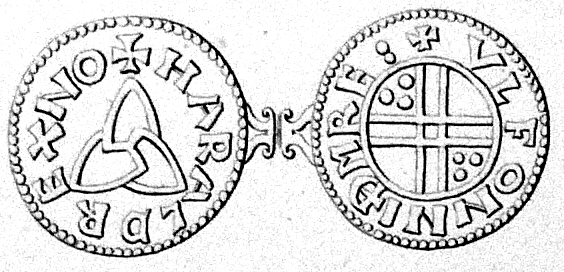
Dinheiro cunhado por Haroldo, com uma triquetra ao anverso, usado tanto por cristãos e no paganismo nórdico. Foi utilizado em moedas na Dinamarca por Canuto, o Grande, e seus filhos, e o rei da Noruega provavelmente a adotou como parte de sua moeda no trono da Dinamarca.

O segundo combate mais importante, um encontro naval, foi a Batalha de Niså em 9 de agosto de 1062. Como Haroldo não tinha sido capaz de conquistar a Dinamarca, apesar de seus ataques, queria ganhar uma vitória decisiva sobre Sueno. Finalmente partiu da Noruega com um grande exército e uma frota de cerca de 300 navios. Sueno também tinha se preparado para a batalha, a qual foi pré-atribuída data e local. O rei da Dinamarca não apareceu no horário combinado, e Haroldo, assim, enviou para casa seus soldados não profissionais (bóndaherrin), que faziam a metade de suas forças. Quando os navios dispensados estavam fora de alcance, a frota da Sueno finalmente apareceu, possivelmente, também com 300 navios. A batalha resultou em um grande derramamento de sangue como Haroldo derrotou os dinamarqueses (70 navios dinamarqueses teriam sido deixados "vazios"), mas muitos navios e homens conseguiram escapar, incluindo o rei. Durante a batalha, usou ativamente seu arco como um arqueiro, como a maioria dos outros soldados na fase inicial da batalha.
A fadiga e o enorme custo das batalhas indecisivas eventualmente levaram-no a buscar a paz com Sueno, e em 1064 (ou 1065 de acordo com Morkinskinna) os dois reis chegaram a concordar com um acordo de paz incondicional. Pelo acordo, mantiveram seus respectivos reinos com os antigos limites, e não haveria pagamentos de reparos. No inverno posterior de 1065, Haroldo viajou através de seu reino e acusou os agricultores de retenção de seus impostos. Em resposta, agiu com brutalidade, e tinha mutilado povoados e matado como um aviso para aqueles que o desobedeceram. Manteve o controle de sua nação através do uso de sua hird, um exército permanente privado mantido por lordes noruegueses. Sua contribuição ao fortalecimento da monarquia da Noruega foi a aplicação de uma política que só o rei poderia reter uma hird, centralizando o poder, assim, longe de chefes militares locais.

### Oposição interna
Segundo o historiador Knut Helle, Haroldo concluiu a primeira fase do que ele chamou de "unificação territorial nacional da Noruega". Após ter forçado seu caminho à realeza, teria de convencer a aristocracia de que era a pessoa certa para governar a Noruega sozinho. Para estabelecer alianças nacionais, casou-se com Tora Torbergsdatter de uma das mais poderosas famílias norueguesas. Na oposição primária ao seu governo estariam os descendentes de Haquino, filho de Sigurdo, da poderosa dinastia dos condes de Lade que haviam controlado a Noruega Setentrional e Trøndelag com muita autonomia pelo rei do país. Haquino já tinha governado toda a Noruega (nominalmente pelo rei da Dinamarca) de 975 até 995, quando foi morto durante a tomada de Olavo, filho de Tryggva. Mesmo depois da morte de Haquino sua prole manteve um certo grau de soberania, no norte, e pelo início do reinado de Haroldo a família era chefiada por Einar Tambarskjelve, que era casado com a filha do conde de Lade. Enquanto a família manteve boas relações com Magno, o absolutismo e consolidação do reinado de Haroldo logo levou a um conflito com Einar.

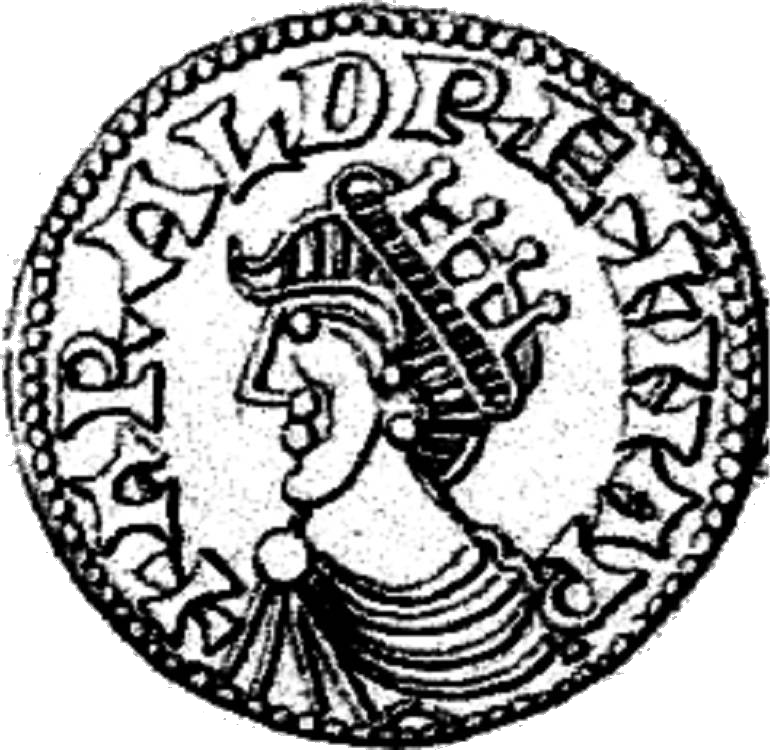
Moeda de Haroldo como o único rei da Noruega, "ARALD REX NAR[vegiae]". Imitação de um tipo de Eduardo, o Confessor.

Foi a partir de sua luta pelo poder com a aristocracia norueguesa que Haroldo recebeu a reputação que lhe deu o apelido de "Hardrada", ou "governante duro". Embora a relação entre ele e Einar fosse ruim desde o início, o confronto não ocorreu antes do rei da Noruega ir ao norte para a sua corte em Nidaros. Uma vez em Nidaros, Einar chegou na corte do rei norueguês, e em uma exibição de poder foi acompanhado por "oito ou nove drácares e quase quinhentos homens", obviamente procurando confronto. Haroldo não foi provocado pelo incidente. Embora as fontes divirjam sobre as circunstâncias, o próximo evento, no entanto, levou ao assassinato de Einar pelos homens do rei, o que ameaçou jogar a Noruega em um estado de guerra civil. Embora os descendentes remanescentes de Haquino tenham considerado uma rebelião contra o rei, Haroldo finalmente conseguiu negociar a paz com eles, e garantiu que sustentaria a família o resto de seu reinado. Pela morte de Einar e seu filho por volta de 1050, os condes de Lade tinha superado seu papel como base de oposição, e Trøndelag foi definitivamente subordinada ao reino nacional de Haroldo.
Antes da Batalha de Niså, Haroldo fora acompanhado por Haquino, filho de Ivar, que se distinguiu na batalha e ganhou a graça do rei. Consta que mesmo considerando dar-lhe o título de conde, Haquino ficou muito chateado quando Haroldo depois recuou-se a cumprir sua promessa. Com um forte poder nos Planaltos, Haquino adicionalmente recebeu o condado de Varmlândia pelo rei sueco Estenquilo. No início de 1064, os condes de Lade entrou nos Planaltos e recolheu seus impostos, a região de forma efetiva ameaçou renunciar sua lealdade ao rei. A revolta de Haquino e os agricultores nos Planaltos pode ter sido a principal razão pela qual Haroldo finalmente estava disposto a entrar em um acordo de paz com Sueno, filho de Estrido. Após o acordo, foi a Oslo e enviou os cobradores de impostos aos Planaltos, apenas para descobrir que os agricultores reteriam seus impostos até Haquino chegar. Em resposta, Haroldo entrou na Suécia, com um exército e rapidamente o derrotou. Ainda enfrentando a oposição dos agricultores, embarcou em uma campanha para esmagar as áreas que tinham retido seus impostos. Devido à localização remota da região no interior do país, os Planaltos nunca tinham sido uma parte integrante do reino do rei da Noruega. Usando medidas duras, incendiou fazendas e pequenas aldeias, e tinha pessoas mutiladas e mortas. A partir de Romerike, sua campanha continuou em Hedmark, Hadeland e Ringerike. Uma vez que as regiões continham várias comunidades rurais ricas, reforçou sua posição econômica, confiscou propriedades agrícolas. Até o final de 1065 a região estava, provavelmente, em paz com a Noruega, como qualquer oposição ou foi morto, perseguido no exílio ou silenciado.

### Políticas
Seu reinado foi marcado por sua experiência como comandante militar, já que frequentemente resolvia disputas com força bruta. Um de seus escaldos até se vangloriou sobre como Haroldo destruiu assentamentos que ele tinha feito, em suas batalhas no Mediterrâneo. Enquanto as sagas se concentram em grande parte sobre sua guerra com Sueno e a invasão da Inglaterra, pouco foi dito sobre suas políticas domésticas. Os historiadores modernos tomaram isso como um sinal de que, apesar de seu absolutismo, seu reinado foi de paz e progresso à Noruega. É considerado que instituiu boas políticas econômicas, já que ele desenvolveu uma moeda norueguesa e uma economia monetária viável, que por sua vez permitiu ao país participar no comércio internacional. Iniciou o comércio com a Rússia de Quieve e o Império Bizantino através de suas conexões, assim como com a Escócia e Irlanda. De acordo com as sagas posteriores, Haroldo fundou Oslo, onde passou a maior parte do tempo.
O rei também continuou a promover o cristianismo na Noruega, e escavações arqueológicas mostram que igrejas foram construídas e melhoradas durante o seu reinado. Também importou bispos, padres e monges do exterior, especialmente de Quieve e do Império Bizantino. Uma forma ligeiramente diferente de cristianismo foi assim introduzida na Noruega do resto do norte da Europa, embora deva ser notado que o Grande Cisma do Oriente ainda não tinha ocorrido. Uma vez que o clero não foi ordenado na Inglaterra ou na França, ainda assim causou controvérsia quando Haroldo foi visitado por legados papais. Os protestos dos legados levaram o rei a deixar o clero católico fora de sua corte, e ele teria afirmado aos legados que "não conhecia qualquer outro arcebispo ou senhor da Noruega do que o próprio rei". O historiador norueguês Halvdan Koht observou que as "palavras pareciam como se falasse como um déspota bizantino". É possível que Haroldo manteve contatos com imperadores bizantinos depois que se tornou rei, o que poderia sugerir um fundo as suas políticas da igreja.

### Explorações do norte
Uma vez que havia retornado à Noruega, Haroldo parecia ter exibido um interesse em explorar seu próprio reino, como por exemplo, o Morkinskinna relatou viagens do rei nos Planaltos. Também disse ter explorado os mares além do seu reino, como seu contemporâneo Adão de Brema relatou de tais expedições navais conduzidas pelo rei:
| “                                                                     | Mais tarde, o grande empreendedor Príncipe Haroldo III da Noruega tentou este [mar]. Aquele que, tendo procurado minuciosamente a extensão do oceano do norte com os seus navios, teve, por fim, perante os seus olhos, os escuros limites do mundo selvagem, e, parando o seu avanço, com muita dificuldade escapou do profundo abismo em segurança. | ” |
| — Adão de Bremen, Gesta Hammaburgensis Ecclesiae Pontificum, 4. XXXIX | |   |

Kelly DeVries sugeriu que "pode até ter conhecido e procurado a terra lendária chamada Vinlândia, que marinheiros vikings tinham descoberto apenas um curto período de tempo antes", o que Adão menciona anteriormente na mesma passagem tem sido amplamente divulgado na Dinamarca e na Noruega. H. H. Lamb tem, por outro lado, proposto que a terra que ele pode ter atingido pode ter sido Spitsbergen ou Nova Zembla.

## Invasão da Inglaterra

### Antecedentes e preparação
Com a trégua e o reconhecimento de que não iria conquistar a Dinamarca, Haroldo voltou sua atenção à Inglaterra. O país tinha pertencido a Hardacanuto, filho de Canuto, o Grande, até morrer sem filhos em 1042. Haroldo baseou sua pretensão ao trono de Inglaterra, em um acordo feito entre Magno e Hardacanuto em 1038, que afirmou que, se um dos dois morresse, o outro iria herdar o trono e as terras do falecido. Quando Hardacanuto morreu, Magno assumiu a coroa da Dinamarca e considerava-se o herdeiro legítimo do rei da Dinamarca. Enquanto Eduardo, o Confessor tinha-se coroado o rei dos Ingleses em sua ausência, Magno tinha planejado invadir a Inglaterra em 1045, apenas para ser forçado a retornar sua frota em direção à Dinamarca devido uma revolta de Sueno, filho de Estrido. Embora a ameaça foi temporariamente evitada pela morte de Magno em 1047, as negociações de Eduardo com os seus inimigos ao longo da década de 1050 deu a Haroldo (assim como Sueno, filho de Estrido e Guilherme da Normandia) a impressão de que era um possível herdeiro da Inglaterra. Quando Eduardo morreu em janeiro de 1066, o trono inglês passou para Haroldo, filho de Goduíno (Haroldo Godwinson), filho de um dos conselheiros de Eduardo, e que deste momento em diante seria chamado Haroldo II.
Seu filho Magno anteriormente havia se envolvido na guerra de Gruffydd ap Llywelyn em 1058 contra o rei inglês com uma frota norueguesa, possivelmente indicando que Haroldo tinha testado a situação na Inglaterra muito antes de sua invasão em 1066, apenas para descobrir que não poderia estar ao mesmo tempo em guerra com a Dinamarca e Inglaterra. Após a morte de Eduardo, Haroldo II aliou-se a Tostigo, seu irmão, que tinha sido privado do condado de Nortúmbria pelo rei, em 1065. De acordo com várias fontes, Tostigo pode ter pedido a um ou ambos Guilherme da Normandia e Sueno, filho de Estrido por ajudá-lo a invadir a Inglaterra antes de recorrer a Haroldo Hardrada. De acordo com as sagas, Tostigo finalmente prometeu seu apoio ao rei norueguês, incluindo o da "maioria dos chefes", em uma reunião na Noruega. Alguns historiadores duvidam se esta reunião aconteceu, já que Guilherme de Malmesbury afirma que Tostigo não prometeu seu apoio a Haroldo até que eles se encontrassem no Humber. Isto indicaria que a invasão originalmente era um plano somente de Haroldo, e que sua união de forças com Tostigo foi meramente um acordo posterior, quando os dois se encontraram pela primeira vez na Escócia ou Nortúmbria. Outra proposta pelos historiadores é que uma reunião foi efetivamente realizada na Noruega, mas em vez disso com Copsig, um dos primeiros partidários do conde de Nortúmbria e um companheiro de exílio, como seu mediador. Se isto estiver correto, teria permitido a ambos um acordo a ser feito na Noruega, e o primeiro encontro pessoal entre Haroldo e Tostigo teria ocorrido na Grã-Bretanha. Na verdade, Morkinskinna menciona que "alguns homens" afirmavam que Tostigo só tinha enviado um emissário à Noruega, enquanto ele ainda permanecia na França.
Os planos para a invasão foram, em qualquer caso, concluídos até o início de setembro de 1066, e possivelmente já tinha se iniciado em março ou abril. Enquanto trouxe consigo sua esposa Isabel, suas filhas e seu filho Olavo, deixou para trás Tora e fez questão de ter o seu filho mais velho Magno aclamado como rei. Reunindo sua frota em Solund na fiorde de Sogn, Haroldo partiu da Noruega, em agosto, e desembarcou pela primeira vez em Xetlândia e, posteriormente, nas Órcades (ambas sob controle norueguês). Em ambos os lugares foi acompanhado por vários senhores importantes, chefes e soldados, incluindo os condes das Órcades, Paulo e Erlendo, filhos de Torfim. Em seguida, foi para Dunfermline, onde se reuniu com o aliado de Tostig, Malcolm III da Escócia (e de acordo com algumas fontes, com o próprio), que lhe atribuiu milhares de soldados escoceses. De acordo com a maioria das fontes contemporâneas, Haroldo e o conde de Nortúmbria se encontraram em Tynemouth em 8 de setembro, ele com uma força total de, no máximo, cerca de 10 a 15 000 homens em 240 a 300 drácares, e Tostigo com apenas 12 navios com soldados. Não mencionado nas sagas, mas explicada por João de Worcester, Tostigo havia partido de seu exílio nos Flandres já em maio ou junho. Em seguida, invadiu aldeias ao longo da costa sul da Grã-Bretanha a partiu da Ilha de Wight para Sandwich. Como Haroldo II reuniu um grande exército em resposta, Tostigo navegou ao norte para se reunir com o governante norueguês, enquanto o rei da Inglaterra permaneceu no sul, na expectativa de uma invasão de Guilherme da Normandia, que há muito tempo tinha reclamado abertamente o trono inglês.

### Invasão e a Batalha de Stamford Bridge
Depois de embarcar de Tynemouth, Haroldo e Tostigo provavelmente desembarcaram no rio Tees. Eles, então, entraram em Cleveland, e começaram a saquear a costa. Encontraram a primeira resistência em Scarborough, onde a busca do rei norueguês por rendição se opunha. No final, recorreu a incendiar a cidade e esta ação levou outras cidades da Nortúmbria a se renderem a ele. Após nova invasão, Haroldo e Tostigo navegaram pelo Humber, desembarcando em Riccall. As notícias da invasão logo chegaram aos condes Morcar de Nortúmbria e Eduíno de Mércia, e eles lutaram contra o exército invasor 3 quilômetros ao sul de Iorque, na batalha de Fulford em 20 de setembro. A batalha foi uma vitória decisiva de Haroldo e Tostigo, e levou Iorque a se render às suas forças em 24 de setembro. Esta seria a última vez que um exército escandinavo derrotaria as forças inglesas. No mesmo dia, como Iorque se rendeu aos invasores, o rei da Inglaterra chegou com seu exército em Tadcaster, apenas sete quilômetros da frota norueguesa ancorada em Riccall. De lá, ele provavelmente olhou a frota norueguesa, preparando um ataque surpresa. Como Haroldo tinha deixado nenhuma força em Iorque, o rei inglês marchou pela cidade para Stamford Bridge.

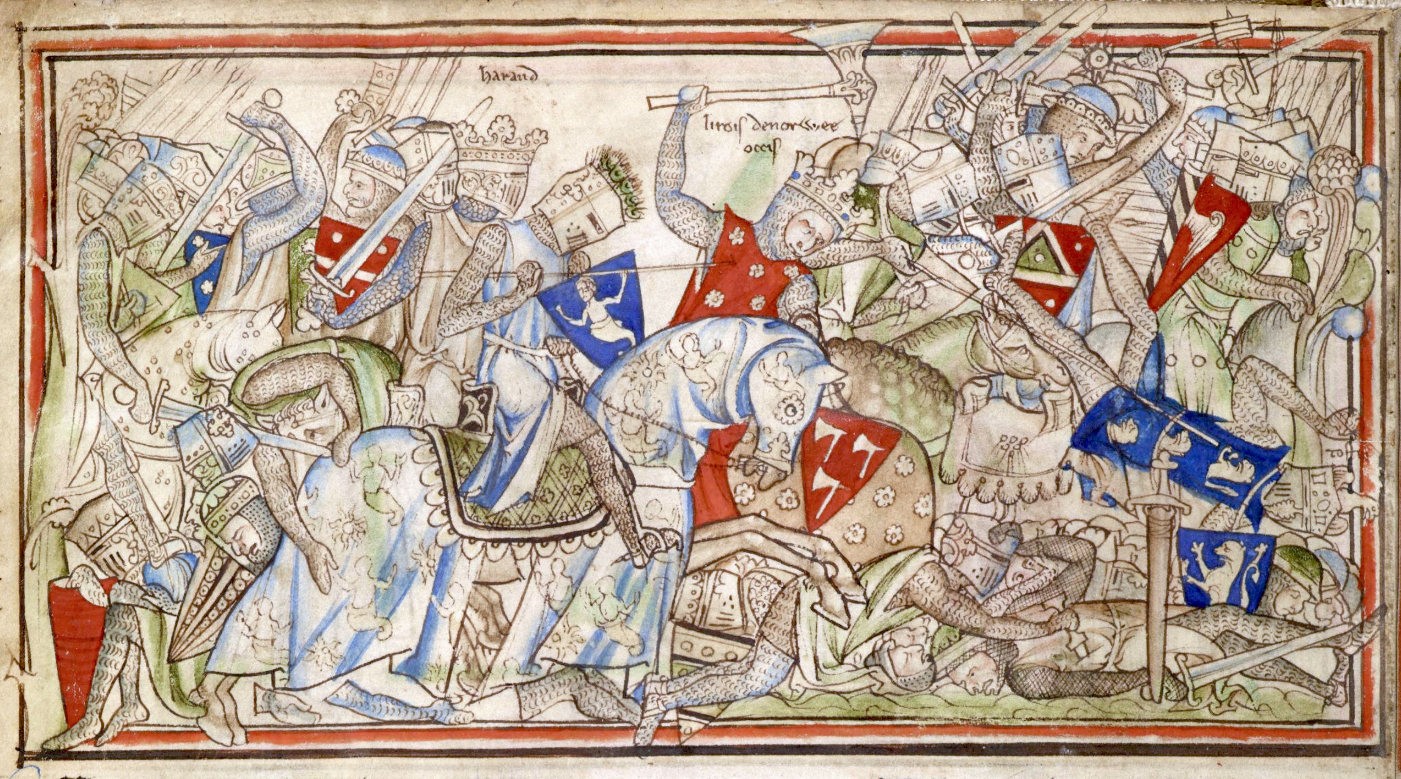
Haroldo em Stamford Bridge. Matthew Paris pode ter atribuído o machado ao rei devido sua associação nórdica geral, ou a iconografia real em torno de Santo Olavo. De acordo com as sagas, o rei da Noruega usava uma túnica azul e capacete, empunhava uma espada de duas mãos e Landøyðan como seu estandarte real, mas não sua cota de malha ("Ema") e um escudo, que foi deixado em Riccall.

No início em 25 de setembro, Haroldo e Tostigo partiram de seu local de desembarque em Riccall com a maior parte de suas forças, mas deixaram um terço de seus exércitos para trás. Eles trouxeram apenas armaduras leves, já que esperavam encontrar apenas os cidadãos de Iorque, como tinham acordado no dia anterior, em Stamford Bridge, para decidir sobre quem deveria gerenciar a cidade por Hardrada. Uma vez lá, o rei norueguês viu as forças de Godwinson se aproximando, fortemente armadas e blindadas, e muitos superando os de Haroldo. Embora (de acordo com fontes não-sagas) as forças inglesas foram detidas na ponte durante algum tempo por um único norueguês, permitindo ao rei e Tostigo se reagruparem em uma formação em muralha de escudos, o exército de Haroldo foi no final fortemente massacrado. Foi atingido na garganta por uma flecha e morto no início da batalha como um tipo de berserkergang, tendo usado nenhuma armadura corporal e lutando agressivamente com as duas mãos além de sua espada.
Quando a batalha estava quase no fim, algumas forças reservas de Riccall lideradas por Eystein Orre finalmente apareceram, mas estavam exaustos, já que haviam percorrido todo o caminho. Eystein pegou a bandeira caída de Haroldo, a "Destruidora de Terras" (Landøyðan), e iniciou um contra-ataque final. Embora por um momento pareciam quase romper a linha dos ingleses, Eystein foi subitamente morto, o que fez com que o resto dos homens fugissem do campo de batalha. Entre os que ficaram em Riccall depois da batalha, que foram autorizados a voltar para casa em paz pelas forças inglesas, estavam seu filho Olavo. Embora fontes afirmam que o exército restante de Haroldo preencheu apenas 20 a 25 navios em seu regresso à Noruega, é provável que esse número representa apenas as forças norueguesas. A maioria das forças da Escócia e Órcades provavelmente permaneceram em Riccall durante a batalha (os condes Paulo e Erlendo são certamente conhecidos por terem desembarcado lá o tempo todo), e não foram contabilizados na figura tradicional.
A vitória de Haroldo II foi de curta duração, já que apenas algumas semanas mais tarde, foi derrotado por Guilherme, o Conquistador, na batalha de Hastings. O fato de que o rei inglês teve que fazer uma marcha forçada para lutar contra Hardrada em Stamford Bridge e, em seguida, mover-se em alta velocidade ao sul para confrontar a invasão normanda, tudo em menos de três semanas, é amplamente visto como um fator primordial para a vitória de Guilherme em Hastings.

## Vida pessoal

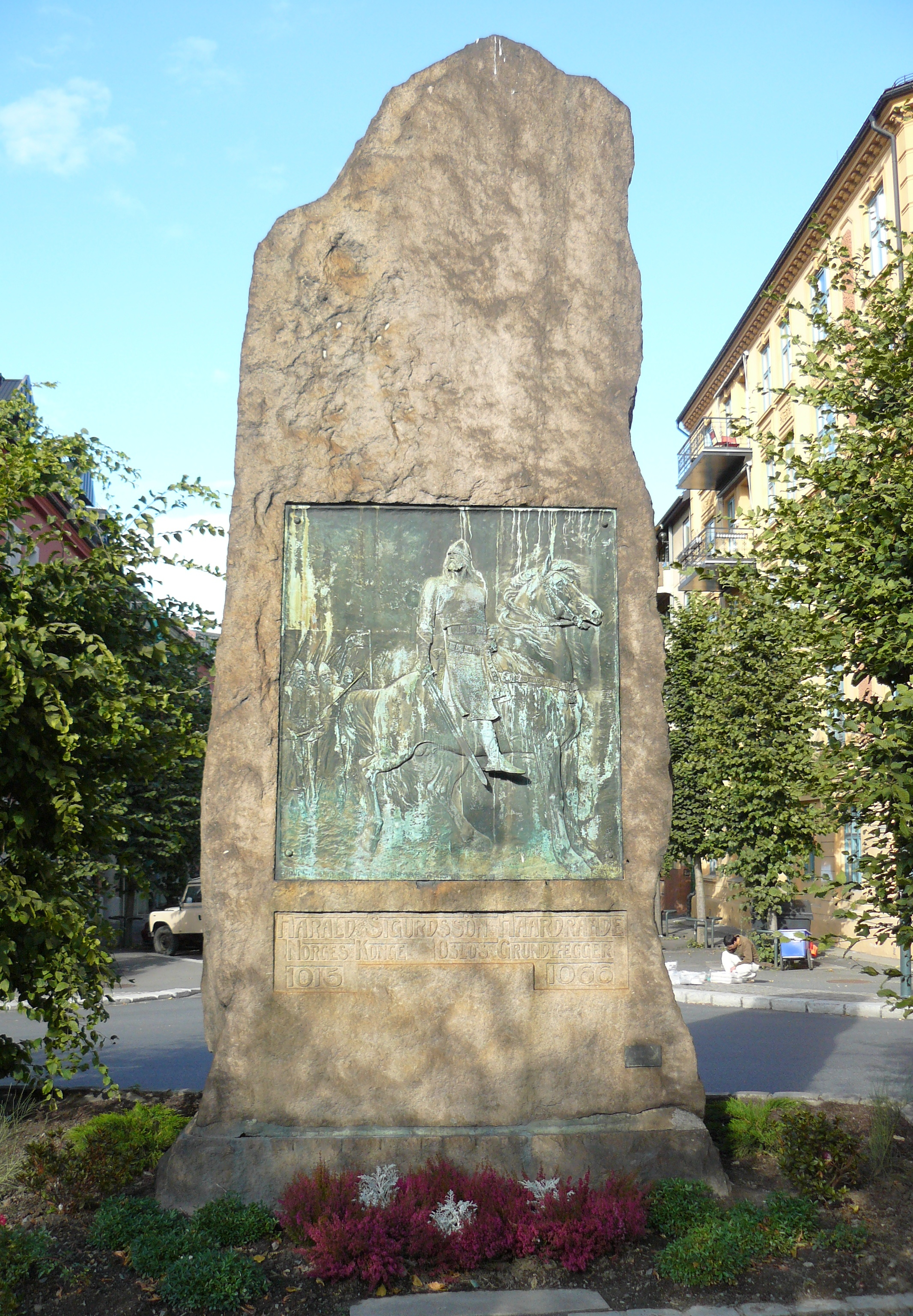
Pedra monumental em homenagem a Haroldo

Haroldo foi descrito por Snorri Sturluson como fisicamente "maior e mais forte do que outros homens". Disse que tinha cabelos claros e barba, uma longa "barba alta" (um bigode), e que uma de suas sobrancelhas era situada um pouco acima do que a outra. Ele também teria tido mãos e pés grandes, e poderia medir cinco varas de altura. Não se sabe se a descrição de Snorri sobre a aparência física do rei realmente representa fatos históricos. A alta estatura de Haroldo também é apoiada por uma história que relata que antes da batalha de Stamford Bridge, o governante norueguês ofereceu a Tostigo de volta o título de conde de Nortúmbria, e Haroldo "seis pés do solo da Inglaterra, ou talvez mais vendo que ele é mais alto que a maioria dos homens" (de acordo com Henrique de Huntingdon) ou "seis metros de terreno inglês, ou sete pés já que ele era mais alto do que os outros homens" (de acordo com Snorri Sturluson).
O próprio Haroldo compôs poesia escáldica. De acordo com Lee M. Hollander, escrever poesia era normal para reis noruegueses, mas Haroldo foi o único que "mostrou um talento decidido." De acordo com um poema, tinha dominado uma série de atividades que foram consideradas esportes na Era viking, incluindo, além de poesia, fabricação de cerveja, equitação, natação, esqui, tiro, remo e ainda tocava harpa. As sagas afirmam que Haroldo e seus Varegues pelo menos uma vez fizeram uma pausa durante o cerco de uma cidade para desfrutar de esportes.
Com relação à religião, Haroldo tinha, de acordo com DeVries, uma "tendência religiosa em relação ao cristianismo" e estava "publicamente próximo da Igreja Cristã", embora tenha sido influenciado pela cultura cristã oriental da Rússia e do Império Bizantino, depois de ter passado a maior parte de sua vida lá. Estava claramente interessado em fazer avançar o cristianismo na Noruega, que pode ser visto pela construção contínua e aprimoramento de igrejas em todo o seu reinado. Apesar disso, DeVries observa que sua "moralidade pessoal parece não ter acompanhado o ideal cristão", citando seus arranjos de casamento.

## Descendência
Haroldo casou-se com Isabel de Quieve (c. 1025 - depois de 1066) em torno de 1044/45, e eles tinham um número desconhecido, possivelmente, vários filhos. De acordo com Snorri Sturluson, tiveram duas filhas:
- Ingegerda (c. 1050 - 1120). Casou-se primeiro com o futuro Olavo I da Dinamarca, e depois de sua morte, com o futuro Filipe da Suécia.[136]
- Maria (falecida em 25 de setembro de 1066). Prometida em casamento por distância com Eystein Orre (irmão de Tora Torbergsdatter), mas teria morrido nas Órcades no mesmo dia em que Haroldo (e Eystein) morreu em Stamford Bridge.

De acordo com as sagas, casou-se com Tora Torbergsdatter (c. 1025 - depois de 1066) em torno de 1048. Alguns historiadores modernos têm contestado isso, já que o rei, nesse caso, estaria em um casamento bígamo, enquanto ele ainda era casado com Isabel. No entanto, é possível que tal casamento poderia ter ocorrido na Noruega, no século XI, e apesar do rei ter duas esposas, só Isabel é anotada por ter detido o título de Rainha. Haroldo e Tora tiveram pelo menos dois filhos:
- Magno II (c. 1049 - 1069). Reinou como rei da Noruega de 1066 até 1069.
- Olavo III (c. 1050 - 1093). Reinou como rei da Noruega de 1067 até 1093.

## Legado

### Enterro
Um ano depois de sua morte, em Stamford Bridge, seu corpo foi transferido para a Noruega e enterrado na Igreja de Maria em Nidaros (Trondheim). Cerca de cem anos depois de seu enterro, seu corpo foi reenterrado no Priorado de Helgeseter, que foi demolido no século XVII. Em 25 de setembro de 2006, o 940º aniversário da morte do rei, o jornal Aftenposten publicou um artigo sobre o mau estado dos antigos cemitérios reais da Noruega, incluindo a de Haroldo, que é declaradamente localizado debaixo de uma estrada construída em todo o local do mosteiro. Em um artigo de acompanhamento em 26 de setembro, o município de Trondheim revelou que estaria examinando a possibilidade de exumar o rei e enterrá-lo novamente na Catedral de Nidaros, atualmente o lugar do enterro de nove reis noruegueses, entre eles Magno, o Bom e Magno II, respectivamente o antecessor e sucessor de Haroldo. Um mês mais tarde, foi relatado que a proposta para exumar o rei tinha sido desmantelada.

### Memoriais modernos
Dois monumentos foram erguidos em homenagem a Haroldo em Oslo, a cidade que tradicionalmente o considera como seu fundador. Um relevo de bronze em granito de Lars Utne retratando o rei a cavalo foi erguido na praça epônima nomeada Harald Hardrådes plass em 1905. Em 1950, um grande relevo de Anne Grimdalen, também da Haroldo, a cavalo, foi revelado na fachada ocidental da Prefeitura de Oslo.
|  |  |  |

### Na ficção
Haroldo aparece em uma série de livros de ficção histórica. Ele atua como o protagonista em dois livros infantis de Henry Treece, The Last of the Vikings/The Last Viking (1964) e Swords from the North/The Northern Brothers (1967). Também aparece como o protagonista da trilogia The Last Viking (1980) de Poul Anderson, e em Byzantium (1989), de Michael Ennis, que narra a carreira do rei no Império Bizantino.
O livro de história alternativa Crusader Gold (2007) do arqueólogo marinho David Gibbins o apresenta como uma figura-chave, uma vez que o segue em adquirir a Menorá perdida entre seus tesouros durante seu serviço na Guarda Varangiana bizantina. Também faz aparições em Meadowland (2005) de Tom Holt.
No cinema, Haroldo foi interpretado por Richard Long no primeiro episódio da série Historyonics (2004) da BBC, intitulado "1066", que explora o fundo da batalha de Hastings.
Partida pouco ortodoxa do rei de Constantinopla é destaque na música da banda finlandesa de folk metal Turisas na canção "The Great Escape"; Além disso, ele é seguido livremente em toda a história dos álbuns The Varangian Way (2007) e Stand Up and Fight (2011).
Em 7 de setembro de 2016, a Firaxis Games anunciou que Haroldo Hardrada deverá liderar a civilização norueguesa no jogo eletrônico Civilization VI.